# Maria Kania
Maria Kania (ur. 8 października 1990 r. w Częstochowie) – polska aktorka teatralna i filmowa.

## Życiorys
Urodzona 8 października 1990 r. w Częstochowie. Ukończyła częstochowską Szkołę Podstawową nr 41, Gimnazjum nr 12 i II Liceum Ogólnokształcące im. Romualda Traugutta, brała udział w warsztatach krakowskiej Państwowej Wyższej Szkole Teatralnej i uczyła się u Małgorzaty Marciniak. W 2013 r. otrzymała nagrodę za rolę Joanny Harris w spektaklu UFO. Kontakt na 31. Festiwalu Szkół Teatralnych w Łodzi, a portal Teatr dla Was nagrodził ją za tę rolę tytułem debiutu roku. Ten sam portal za rolę w spektaklu Gałgan uznał Kanię za najlepszą aktorkę sezonu 2013/2014. W tym samym roku została aktorką Wrocławskiego Teatru Współczesnego im. Edmunda Wiercińskiego we Wrocławiu, a rok później ukończyła studia aktorskie na Państwowej Wyższej Szkoły Teatralnej w Krakowie.

## Filmografia
| Rok     | Tytuł                  | Rola                          | Uwagi                |
| ------- | ---------------------- | ----------------------------- | -------------------- |
| 2010    | Nowhere                | Marta                         | film krótkometrażowy |
| 2014    | Kamienie na szaniec    | Hania                         |                      |
| 2014    | Czas honoru. Powstanie | Cesia                         | odc. 8, 9            |
| 2015    | Na dobre i na złe      | Justyna                       | odc. 618             |
| 2017    | O mnie się nie martw   | Klara Migas                   | odc. 77              |
| 2017    | Atak paniki            | Kasia, koleżanka Kamili       |                      |
| 2018    | Wojenne dziewczyny     | Milena, przyjaciółka Marysi   | odc. 24–26           |
| 2018    | Drogi wolności         | Zofia Przypkowska             | odc. 5               |
| 2019    | Sługi wojny            | młodszy aspirant Marta Zadara |                      |
| 2019    | Motyw                  | więźniarka Marzena            | odc. 3, 5, 6         |
| 2020    | Nieobecni              | Iza Mikołajczuk               |                      |
| 2020    | Listy do M. 4          | matka Piotrusia               |                      |
| 2021    | Mecenas Porada         | Olga Porada w wieku 30 lat    | odc. 8               |
| od 2021 | Skazana                | Marika Lisiecka               |                      |
| 2022    | Domek na szczęście     | Zosia                         |                      |
| 2023    | Mecenas Porada         | Martyna Firszt                | odc. 19              |
| 2024    | Rojst Millenium        | Viola Wasiak                  |                      |

## Role teatralne[5]
- UFO. Kontakt (reż. Iwan Wyrypajew, 2012) jako Joanna Harris
- Ożenek (reż. Iwan Wyrypajew, 2013) jako Arina Pantelejmonowna